# 리처드 B. 헤이스
리처드 베반 헤이스(Richard Bevan Hays, 1948년 5월 4일 ~ 2025년 1월 3일)는 미국의 신약학자이자 노스캐롤라이나주 더럼에 있는 듀크 대학교 신학부의 조지 워싱턴 아이비 명예 교수였다. 그는 연합감리교회에서 안수받은 목사였다. 헤이스는 2025년 1월 3일 76세의 나이로 사망했다.

## 학력
- 예일대학교 목회학 석사(M.Div.)와 영문학 학사(B.A.)
- 에모리대학교에서 박사(Ph.D.1981년)

## 신학
바울서신, 신약 윤리학, 성경 해석학 등 세계적 신약학자로 인정받는 리처드 헤이스 박사의 저서로는 <바울서신에 나타난 구약의 반향(Echoes of Scripture in the Letters of Paul)>, <고린도전서 주석(First Corinthians)>, <예수 그리스도의 믿음(The Faith of Jesus Christ)>, <성경 읽기는 예술이다(The Art of Reading Scripture, 공저)>, <상상력의 전환(The Conversion of the Imagination)>, <복음서에 나타난 구약의 반향(Echoes of Scripture in the Gospels)> 등이 있다.
이들 중 가장 잘 알려진 저서는 <신약의 윤리적 비전(The Moral Vision of the New Testament, 1996)>으로, 이 책에서 그는 동성애 관계에 대해 “하나님의 사랑의 목적에서 소외된 깨어진 사람들임을 보여주는 많은 비극적 신호 중 하나”라며 이를 죄악으로 보는 대표적 학자였다.

## 저서
- Hays, Richard B. (1989). 《Echoes of Scripture in the Letters of Paul》. New Haven, CT: Yale University Press. ISBN 9780300044713.[2]
- ——— (1996). 《The Moral Vision of the New Testament: Community, Cross, New Creation》. San Francisco, CA: HarperSanFrancisco. ISBN 978-0-0606-3796-5. OCLC 34409994.[3]
- ——— (1997). 《First Corinthians》. Interpretation. Louisville, KT: Westminster, John Knox Press.[4]
- ——— (1998). 《New Testament Ethics: the story retold》. J. J. Thiessen lectures 1997. Winnipeg, OT: CMBC Publications. ISBN 978-0-9207-1861-2. OCLC 40052874.
- ——— (2002). 《The Faith of Jesus Christ: The Narrative Substructure of Galatians 3:1-4:11》 2판. Grand Rapids, MI: Eerdmans.
- ——— (2005). 《The Conversion of the Imagination: Paul as Interpreter of Israel's Scripture》. Grand Rapids, MI: Eerdmans.[5]
- ——— (2014). 《Reading Backwards: figural Christology and the fourfold gospel witness》. London: SPCK Publishing. ISBN 978-0281074082.
- ——— (2016). 《Echoes of Scripture in the Gospels》. Baylor University Press. ISBN 9781481305242.
- ——— (2020). 《Reading with the Grain of Scripture》. Grand Rapids, MI: Eerdmans. ISBN 9780802878458.
- ——— (2024). 《The Widening of God's Mercy: Sexuality Within the Biblical Story》. New Haven, CT: Yale University Press. ISBN 9780300273427.